# Eremo di San Biagio
L'eremo di San Biagio è un complesso di edifici (chiesa cattolica annessa a un antico ospizio/eremo) situato nel comune di Novella, in provincia di Trento; la chiesa è sussidiaria della parrocchiale di San Vitale di Romallo e fa parte dell'arcidiocesi di Trento.

## Storia

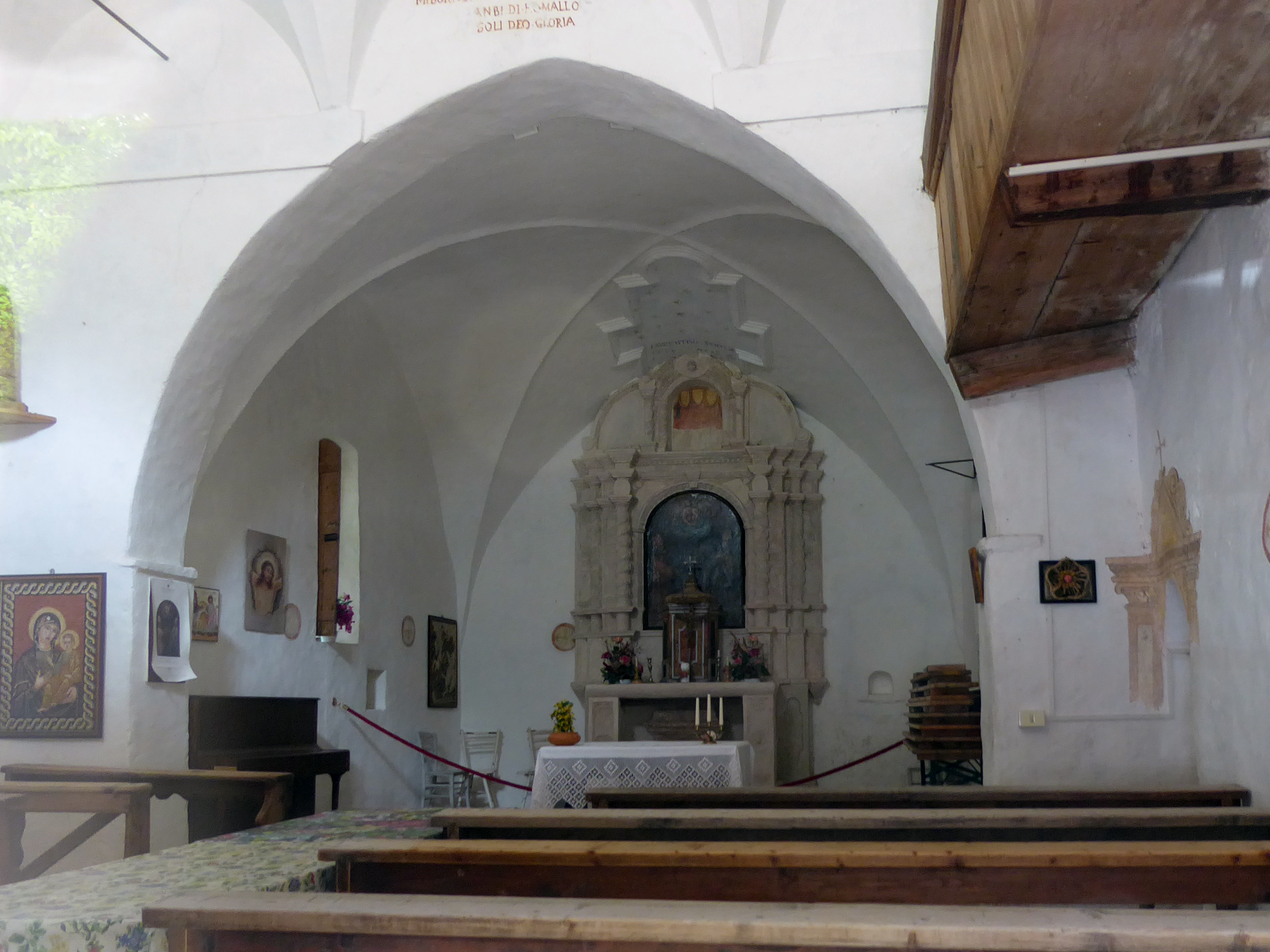
Interno

L'epoca di costruzione delle strutture, citate per la prima volta nel 1307, è ignota, collocabile forse nel XIII secolo (alcune fonti ipotizzano erroneamente che la chiesa fosse la prima pieve di Revò, amministrata dai Templari). La funzione della struttura annessa alla chiesa pure è incerta: Vigilio Inama pensava che fosse un semplice ospizio per viandanti e pellegrini, mentre don L. Rosati riteneva che fosse un lebbrosario, dato che a partire dal 1349 il luogo è citato nei documenti come "dosso e chiesa di San Lazzaro", il santo patrono dei lebbrosi; a metà del XIII secolo l'ospizio era gestito da una comunità religiosa composta da quattro frati e due suore; nel 1307 sono presenti solo tre donne, e verso il 1350 solo due uomini.
Della struttura originaria della chiesa, più volte modificata e rimaneggiata, resta assai poco; la parte più antica è la cappella laterale romanica, mentre la chiesa propriamente detta è del Quattrocento. Una visita pastorale del 1537 trovò la chiesa ben tenuta, ma poco coperta, mentre la casa adiacente era in rovina: venne ordinato di riparare il necessario, ma in una successiva visita del 1579 le condizioni erano invece assai peggiorate, e si afferma che l'eremitaggio di S. Biagio e S. Lazzaro, luogo di grandissima pietà e divozione, è quasi abbandonato e convertito in una tana di fiere e in una spelonca di ladri, che hanno lasciato tracce visibilissime dell'empietà e scellerataggini da loro perpetrate. Mura e tetto erano rovinati, la porta meridionale sgangherata, e l'altare venne ritenuto sconsacrato, poiché la pietra sacra era stata smossa. Per poter pagare le riparazioni il beneficio della chiesa venne lasciato vacante per alcuni anni; fu così possibile rinnovare tutto, e inoltre venne aperta una finestra e venne realizzata la volta, sostituendo il preesistente soffitto a capriate.
Dal Quattrocento il beneficio venne affidato vari priori religiosi o laici, fino a che nel 1593 la chiesa venne incorporata al seminario vescovile; questo, nel 1658, lo permutò al conte Cristoforo d'Arsio, il quale fece affrescare sulla facciata il proprio stemma e un grande san Cristoforo. A partire dal periodo di amministrazione vescovile, la chiesa venne custodita da un eremita abitante nell'edificio adiacente; nel 1624 è documentato un tal Giacomo Bitner da Slesia, pittore, seguito da Domenico e Nicolò de Dominicis di Romallo, Tommaso Ignazio Tabarelli, Lorenzo Gentilin di Romallo (1693-1708) e Johannes Welliber o Willebor da Brez (doc. 1718); l’ultimo, tal Lorenzo Bertolini da Dambel, giuntovi a vent'anni nel 1725, morì nel 1790 a Revò, in casa Maffei, e venne sepolto nella chiesa.
A inizio dell'Ottocento il complesso venne adibito a casa colonica, per poi essere messo all'asta dai conti d'Arsio nel 1834; acquistato dall'oste di Revò Giovanni Lorenzoni, restò nelle mani dei suoi discendenti fino al 1993, quando venne acquisito dalla famiglia Facinelli, che vi gestisce un'azienda agricola con frutteti e vigneti di groppello di Revò; vi viene celebrata la messa ogni 3 febbraio (memoria di san Biagio) dal parroco di Romallo.

## Descrizione

### Esterno

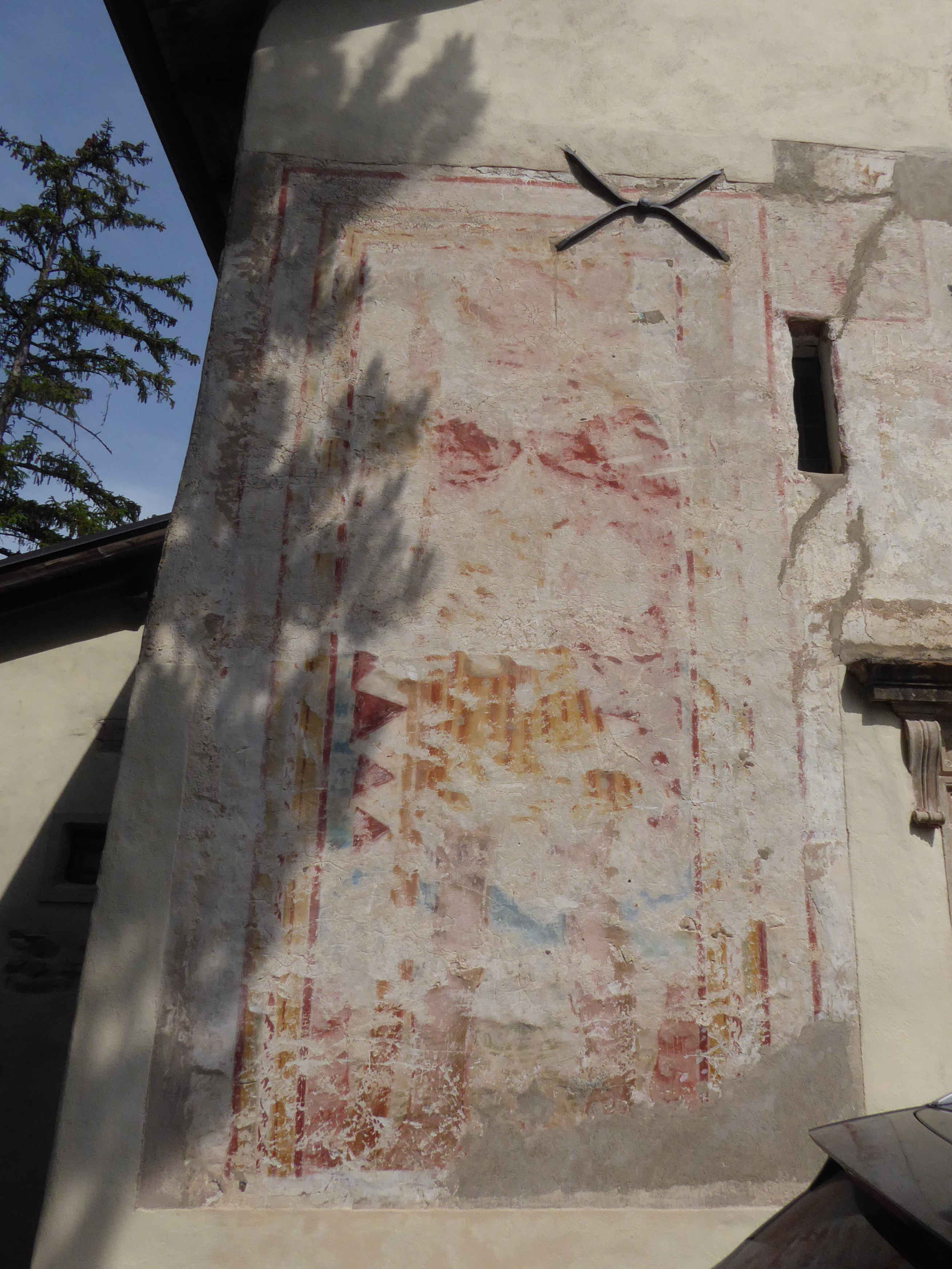
L'affresco di san Cristoforo

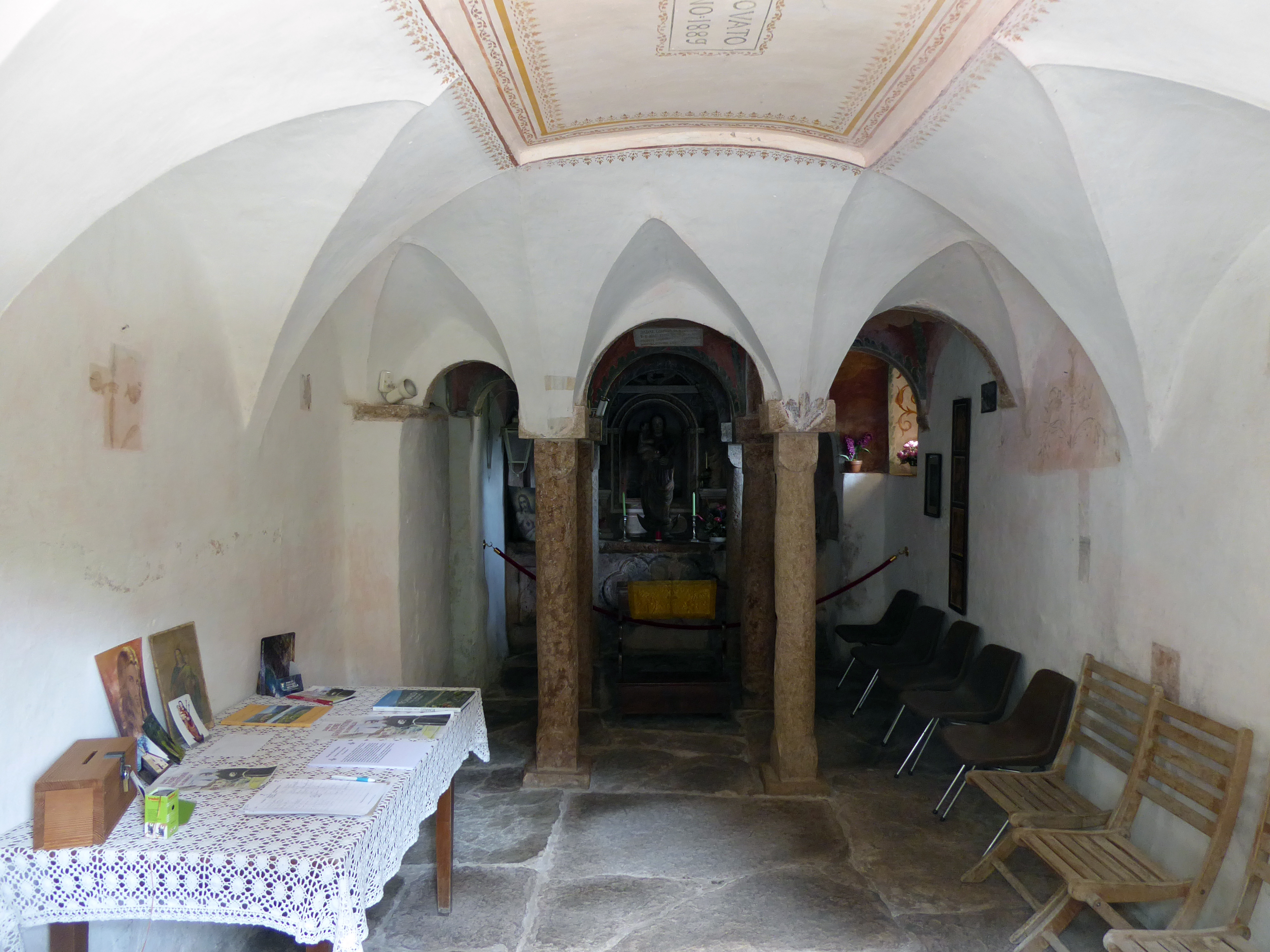
La cappella laterale

L'eremo si trova su un alto sperone roccioso che sorge isolato dalla forra del torrente Novella, lungo la strada che collega Dambel a Revò, e anticamente era accessibile solo tramite un ponte medievale in pietra: questo, documentato dal 1467, è dotato di un portale d'accesso con tettoia, affrescato da Carlo Bonacina nel 1965 con un'immagine della Madonna con Bambino; oggi è presente anche un accesso carrabile che si affaccia direttamente sulla strada provinciale 74.
La chiesa, regolarmente orientata verso est, si presenta con facciata a capanna asimmetrica, coronata da un campanile a vela: è aperta dal portale rinascimentale con due finestre rettangolari ai suoi lati e un oculo in alto al centro; sulla sinistra si staglia il grande affresco di san Cristoforo, assai degradato, mentre sopra l'oculo campeggia lo stemma dei conti d'Arsio. Annesso a sud della chiesa si trova il "conventino" od ospizio, ora adibito ad abitazione privata.

### Interno
L'interno è composto da un'unica navata voltata a cupola, conclusa dal presbiterio leggermente rialzato, voltato a botte; un ballatoio in legno corre tra le pareti nord e sud della navata. Tra aula e presbiterio si apre un pozzo circolare delimitato da un muretto, collegato a una falda acquifera sotterranea, con la data 1636 sul pavimento. Sotto la scala per il ballatoio si trova la lapide dell'ultimo eremita, Lorenzo Bertolini.
L'altare, in stile rinascimentale, è in cemento, e nell'antipendio è murata tra due pilastrini un'antica ara romana in calcare rosso: databile al I-II secolo d.C., venne dedicata da un tal P. R. Severo agli dèi Mani di sua moglie Serania Procella. L'ancona ospita una pala raffigurante la Madonna in gloria con i santi Biagio, Francesco e Agostino, attribuita a Francesco Furlanel di Tesero e commissionata da Francesco Sigismondo d'Arsio nel 1697 (come recita la scritta latina in calce, Franciscus Sigismundus Comes ab Arsio canonicus T.A.D.V. Flemmarum 1697). Sull'altare è posto anche un tabernacolo contenente una reliquia del santo titolare, fatto fare dall'eremita Antonio Bertolini. In chiesa si conserva altresì un dipinto del 1606 raffigurante il Crocifisso con i santi Rocco e Cristoforo.
Sul fianco destro della chiesa, comunicante con la navata, c'è la cappella laterale romanica, circa delle stesse dimensioni e orientata sempre verso est; è articolata in tre piccole navate, separate da colonnine con arcate a tutto sesto e divise in due campate, con volte a crociera interamente affrescate; sul piccolo altarino è collocata una venerata immagine della Madonna con Bambino, opera lignea quattrocentesca di un artista tedesco.